# Мати Сипала
Мати Калерво Сипала (фин. Matti Kalervo Sippala; Холола, 11. март 1908 — Котка, 22. август 1997) био је фински атлетичар специјалиста за бацање копља, освајач сребрних медаља на 2932. у Лос Анђелесу и на Првом Европском првенству 1934. у Торину.

## Спортска каријера
На квалификацоном такмичењу за избор финских спортиста за одлазак на Олимпијске игре 1932, Сипала је хицем од 70,02 метра победио светског рекордера Мати Јервирена.. Међутим на Олимпијским играма Јервинен доминира бацивши пет пута преко 70. метара са најбољим бацањем од 72,71 м.. Због повреде леђа, на тренингу, Сипала је тек у шестом покушају успео избити на друго место са 69,80 м и освојити сребрну медаљу.
Лични рекорд 70,54 постигао је у Риги 1934. пре Европског првенства у Торину, на којем је освојио још једну сребрну медаљу са 69,97, опет иза Јарвинена који је ту поправио свој светски рекорд на 76,66 метара.
Поред копља, Сипала се такмичио и у вишебоју. Освоји је друго место у десетобоју на финском првенсту 1930., али никада није достигла међународне елиту у тој дисциплини. У неолимпијској дисциплини петобоју освојио је више националних титула. На финском првенству 1931. постигао је 4.083 поена што је било боље од незваничног светског рекорда његовог земљака Матија Толама који је износио 4.011..